# دافي فولتون
دافي فولتون هو قاضي ومحامي وسياسي كندي، ولد في 10 مارس 1916 في كاملوبس في كندا، وتوفي في 22 مايو 2000 في فانكوفر في كندا. حزبياً، نشط في الحزب الكندي التقدمي المحافظ. وقد انتخب عضو مجلس العموم الكندي عن دائرة Kamloops (federal electoral district) ‏ (1945 – 1963).